# 伊勢警察署

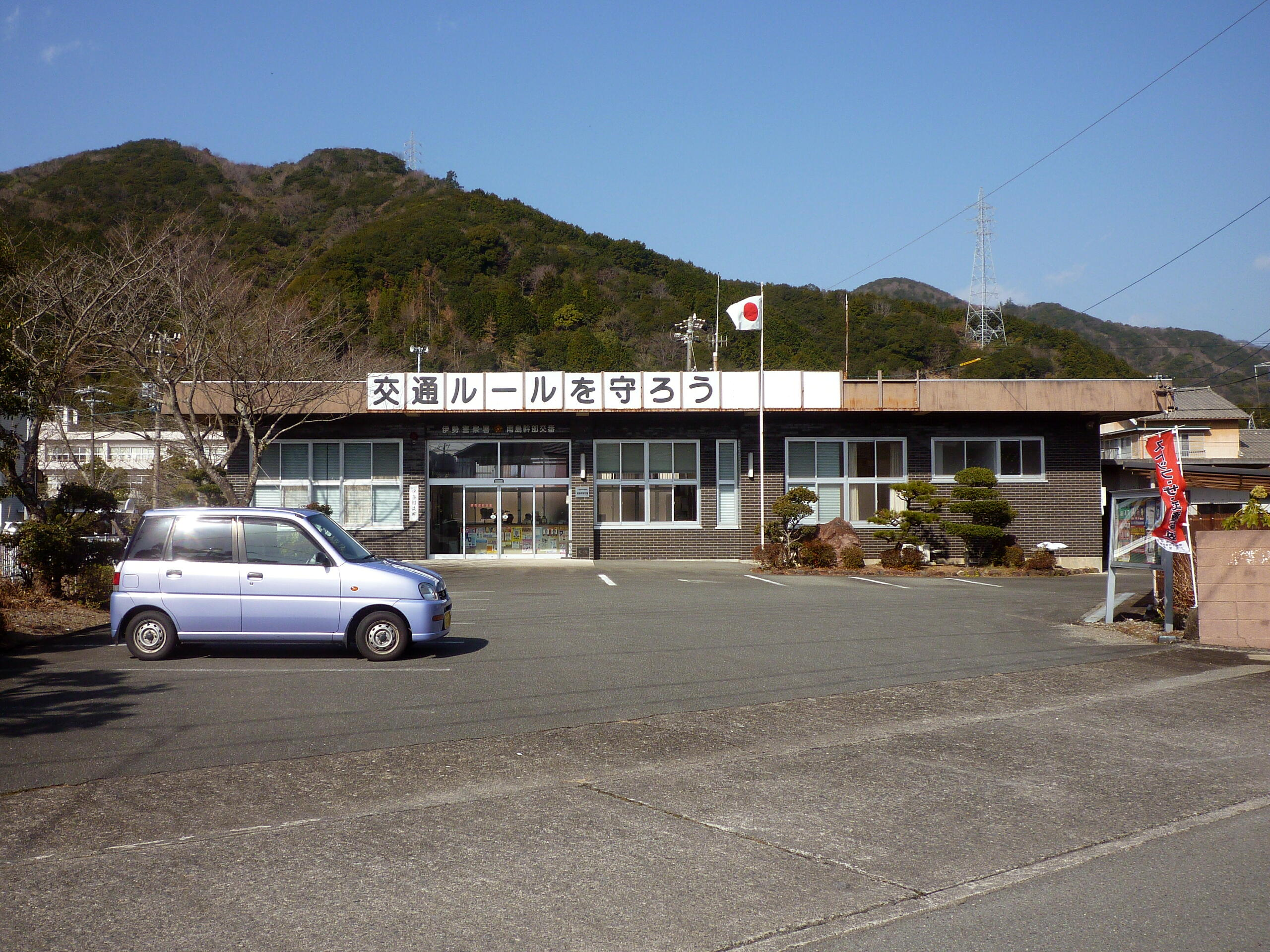
旧南島幹部交番

伊勢警察署（いせけいさつしょ）は、三重県警察が管轄する警察署の一つ。

## 所在地
- 三重県伊勢市神田久志本町1481-3

## 管轄区域
- 伊勢市
- 度会郡
  - 玉城町
  - 度会町
  - 南伊勢町

## 沿革
- 1872年（明治5年）：捕亡組屯所を山田岩渕町光明寺に設置。
- 1876年（明治9年）：度会県の警察出張所を度会郡山田岩渕町に設置。
- 1876年（明治9年）7月：三重県の第四区警察出張所を度会郡山田の山田支庁内に設置。
- 1877年（明治10年）2月：第四区警察出張所を山田警察署に改称、岡本町に仮庁舎を設置。
- 1884年（明治17年）：同地に庁舎を新築｡
- 1889年（明治22年）4月：山田警察署を宇治山田警察署に改称。
- 1919年（大正8年）12月10日[1][2]：木造2階建の庁舎を岩渕町513番地に新築、移転。
- 1948年（昭和23年）3月7日：宇治山田警察署を廃止、国家地方警察度会地区警察署と自治体警察である宇治山田市警察署、二見町警察署、小俣町警察署が発足。
- 1951年（昭和26年）10月1日：二見町警察署、小俣町警察署を廃止、度会地区警察署に統合。
- 1954年（昭和29年）7月1日：度会地区警察署と宇治山田市警察署を廃止、三重県警察の宇治山田警察署が発足。宇治山田市大字岩渕町513番地に所在の庁舎を使用。
- 1955年（昭和30年）1月1日：市名改称により宇治山田警察署から伊勢警察署に改称。
- 1957年（昭和32年）8月1日：南島警察署が廃止、伊勢警察署に統合。
- 1958年（昭和33年）4月16日：鉄筋コンクリート2階建の庁舎を伊勢市岩渕町513番地に新築。
- 1966年（昭和41年）6月1日：庁舎所在地の住所が岩渕二丁目5番39号に変更される[3]。
- 1980年（昭和55年）8月21日：鉄筋コンクリート4階建の庁舎を伊勢市神田久志本町に新築。同年8月30日に移転[4]。同年10月6日に完成式を挙行[5][6]。
- 2005年（平成17年）10月1日：管内の度会郡2町（南勢町、南島町）が新設合併し、南伊勢町となったため、管轄区域市町村数が1市6町1村から、1市5町1村になった｡
- 2005年（平成17年）11月1日：管内の旧・伊勢市と度会郡2町1村（二見町、小俣町、御薗村）が新設合併し、新・伊勢市となったため、管轄区域市町村数が1市5町1村から、1市3町になった。

## 組織
- 会計課
  - 会計係
- 警務課
  - 警務係
  - 安全相談・被害者支援係
- 留置管理課
  - 留置管理係
- 生活安全課
  - 生活安全係
  - 少年係
  - 捜査係
- 地域課
  - 企画指導係
  - 事件指導・教養係
  - 地域係
  - 通信指令係
- 刑事第一課
  - 捜査庶務係
  - 強行盗犯係
  - 鑑識係
- 刑事第二課
  - 知能犯係
  - 組織犯罪対策係
- 交通第一課
  - 交通総務係
  - 交通規制係
- 交通第二課
  - 捜査庶務係
  - 交通指導係
  - 交通捜査係
- 警備課
  - 警備第一係
  - 警備第二係

他に、署庁舎内に機動捜査隊、交通機動隊の分駐所等がある。

## 幹部交番
| 幹部交番     | 所在地          | 所在地                   | 備考 |
| 幹部交番     | 自治体          | 町名または大字および番地 | 備考 |
| ------------ | --------------- | ------------------------ | ---- |
| 南島幹部交番 | 度会郡 南伊勢町 | 村山1118-2               |      |

庁舎敷地内に1944年（昭和19年）の昭和東南海地震で住民の避難救護活動を指揮中に殉職した加藤六一警視の顕彰碑がある。顕彰碑は1947年（昭和22年）に旧吉津警察署に建立され、1969年（昭和44年）に移設されたが、南島幹部交番が高台移転して旧交番の建物が取り壊しとなるため、2025年（令和7年）に現南島幹部交番の敷地内に移設された。

## 交番
| 交番       | 所在地 | 所在地                   | 備考              | 画像 |
| 交番       | 自治体 | 町名または大字および番地 | 備考              | 画像 |
| ---------- | ------ | ------------------------ | ----------------- | ---- |
| 宇治交番   | 伊勢市 | 宇治浦田一丁目92-3       | 2006年4月新設     |      |
| 曽禰町交番 | 伊勢市 | 大世古二丁目2-7          |                   |      |
| 二見交番   | 伊勢市 | 二見町茶屋109-4          |                   |      |
| 小俣町交番 | 伊勢市 | 小俣町元町768            | 2010年4月新装改築 |      |

## 警備派出所
| 警備派出所       | 所在地 | 所在地                   | 備考                                           |
| 警備派出所       | 自治体 | 町名または大字および番地 | 備考                                           |
| ---------------- | ------ | ------------------------ | ---------------------------------------------- |
| 外宮前警備派出所 | 伊勢市 | 本町14-7                 | 外宮前に設置、2006年4月に外宮前交番から改称    |
| 内宮前警備派出所 | 伊勢市 | 宇治今在家町             | 内宮前に設置、年始などに開所する臨時警備派出所 |

## 警察官駐在所
| 警察官駐在所       | 所在地          | 所在地                                    | 備考                                         |
| 警察官駐在所       | 自治体          | 町名または大字および番地                  | 備考                                         |
| ------------------ | --------------- | ----------------------------------------- | -------------------------------------------- |
| 宮本警察官駐在所   | 伊勢市          | 佐八町2278（佐八小学校付近）              |                                              |
| 大湊警察官駐在所   | 伊勢市          | 大湊町1118-1（大湊小学校付近）            |                                              |
| 神社警察官駐在所   | 伊勢市          | 竹ヶ鼻町147-5（港中学校、神社小学校付近） |                                              |
| 豊浜警察官駐在所   | 伊勢市          | 西豊浜町5339（豊浜西小学校付近）          | 2006年4月に西豊浜警察官駐在所から改称        |
| 村松警察官駐在所   | 伊勢市          | 村松町3-1（北浜中学校付近）               |                                              |
| 有田警察官駐在所   | 度会郡 玉城町   | 長更178-1（有田小学校付近）               |                                              |
| 蚊野警察官駐在所   | 度会郡 玉城町   | 蚊野2171-20（外城田小学校付近）           | 2006年4月に度会郡玉城町蚊野2036から 新築移転 |
| 田丸警察官駐在所   | 度会郡 玉城町   | 田丸104-2（田丸小学校、玉城中学校付近）   |                                              |
| 棚橋警察官駐在所   | 度会郡 度会町   | 棚橋1475-1（度会小学校付近）              |                                              |
| 麻加江警察官駐在所 | 度会郡 度会町   | 麻加江604-3（旧・中川小学校付近）         |                                              |
| 脇出警察官駐在所   | 度会郡 度会町   | 脇出355（旧・一之瀬小学校付近）           |                                              |
| 宿田曽警察官駐在所 | 度会郡 南伊勢町 | 田曽浦3846                                |                                              |
| 神原警察官駐在所   | 度会郡 南伊勢町 | 神津佐969-1                               |                                              |
| 五ヶ所警察官駐在所 | 度会郡 南伊勢町 | 五ヶ所浦652-1                             |                                              |
| 南海警察官駐在所   | 度会郡 南伊勢町 | 礫浦160                                   |                                              |

## 廃止された施設
| 施設名称           | 所在地          | 所在地                              | 備考                              |
| 施設名称           | 自治体          | 町名または大字および番地            | 備考                              |
| ------------------ | --------------- | ----------------------------------- | --------------------------------- |
| 船江交番           | 伊勢市          | 船江二丁目1-11（有緝小学校付近）    | 2006年4月に曽禰町交番へ統合       |
| 宇治警察官駐在所   | 伊勢市          | 宇治浦田一丁目1-23                  | 2006年4月に宇治交番へ統合         |
| 楠部警察官駐在所   | 伊勢市          | 楠部町1007-1（四郷小学校付近）      | 2006年4月に宇治交番へ統合         |
| 御薗警察官駐在所   | 伊勢市          | 御薗町長屋1085-11（御薗小学校付近） | 2006年4月に神社警察官駐在所へ統合 |
| 高向警察官駐在所   | 伊勢市          | 御薗町高向710（山田赤十字病院付近） | 2006年4月に曽禰町交番へ統合       |
| 東豊浜警察官駐在所 | 伊勢市          | 東豊浜町306-1（豊浜東小学校付近）   | 2006年4月に豊浜警察官駐在所へ統合 |
| 城田警察官駐在所   | 伊勢市          | 上地町1770（城田小学校付近）        | 2006年4月に小俣町交番へ統合       |
| 鵜倉警察官駐在所   | 度会郡 南伊勢町 | 贄浦61                              | 2006年4月に南島幹部交番へ統合     |
| 中島警察官駐在所   | 度会郡 南伊勢町 | 阿曽浦345-12                        | 2006年4月に南島幹部交番へ統合     |
| 島津警察官駐在所   | 度会郡 南伊勢町 | 古和浦300-1                         | 2006年4月に南島幹部交番へ統合     |
| 穂原警察官駐在所   | 度会郡 南伊勢町 | 伊勢路1098-3                        |                                   |

## 主な事件
- 伊勢市女性記者行方不明事件 - 未解決